# Реконструкция груди по мужскому типу
Реконструкция груди по мужскому типу — разновидность мастэктомии, любая из хирургических процедур по маскулинизации грудной клетки путем удаления ткани груди или изменения сосков и ареол. Применяется при гинекомастии. Также проводится по желанию трансгендерным мужчинам или небинарным трансмаскулинным людям, обычно в сочетании с другими операциями.
Этот вид мастэктомии при которой удаляют внутренние ткани груди (подкожную клетчатку), а также лишнюю кожу. Затем хирург придает груди мужскую форму, при необходимости изменяя размер и положение ареол и сосков.